# Marrubium bastetanum
Marrubium bastetanum là một loài thực vật có hoa trong họ Hoa môi. Loài này được Coincy mô tả khoa học đầu tiên năm 1896.